# Archiatriplex nanpinensis
Archiatriplex nanpinensis G.L.Chu – gatunek rośliny z monotypowego rodzaju Archiatriplex w obrębie rodziny szarłatowatych (Amaranthaceae Juss.). Występuje naturalnie w Chinach – w północnej części Syczuanu. 

## Morfologia
PokrójRoślina jednoroczna dorastająca do 120 cm wysokości.
LiścieUlistnienie jest naprzemianległe lub naprzeciwległe. Mają kształt od owalnego do trójkątnie oszczepowatego. Mierzą 2–10 cm długości oraz 1–10 cm szerokości. Blaszka liściowa jest nieregularnie piłkowana na brzegu, o sercowatej nasadzie i spiczastym wierzchołku. Ogonek liściowy jest nagi i osiąga 0,5–8 cm długości.
KwiatyPromieniste, jednopłciowe. rozwijają się niemal na szczytach pędów. Mają 3–4 działki kielicha o odwrotnie jajowatym lub lancetowatym kształcie i dorastające do 1 mm długości. Pręcików jest 5, są wolne. Zalążnia jest górna, jednokomorowa. Kwiaty męskie zebrane są w kłosy, natomiast żeńskie w kłębiki.
OwoceNiełupki przybierające kształt pęcherzy, przez co sprawiają wrażenie jakby były napompowane. Mają odwrotnie jajowaty kształt i są błoniaste.

## Biologia i ekologia
Roślina jednopienna. Rośnie w zaroślach, na polach uprawnych oraz na brzegach rzek. Występuje na wysokości około 2100 m n.p.m.